# Liste der Monuments historiques in Coye-la-Forêt
Die Liste der Monuments historiques in Coye-la-Forêt führt die Monuments historiques in der französischen Gemeinde Coye-la-Forêt auf.

## Liste der Bauwerke
| Bezeichnung                 | Beschreibung                           | Standort | Kennzeichnung | Schutzstatus | Datum | Bild           |
| --------------------------- | -------------------------------------- | -------- | ------------- | ------------ | ----- | -------------- |
| Schloss                     |                                        | (Lage)   | PA60000046    | Inscrit      | 2002  | weitere Bilder |
| Château de la Reine Blanche | Schloss, erbaut ab dem 13. Jahrhundert | (Lage)   | PA00114650    | Classé       | 1989  | weitere Bilder |